# Eliakim Araújo
Eliakim Araújo Pereira Filho, más conocido como Eliakim Araújo (Guaxupé, Minas Gerais, Brasil, 28 de abril de 1941-Fort Lauderdale, Florida, Estados Unidos, 17 de julio de 2016) fue un periodista brasileño.

## Biografía
El 1 de junio de 1961, cuando tenía 20 años, estudiante de derecho, fue contratado como redactor por Rádio Continental do Rio. Así comenzó su carrera en el periodismo, como se describe en una entrevista concedida al Jornal da ABI 370 y disponible en el blog Dois Pontos. Poco después, se convirtió en editor y presentador del boletín Reportagem Ducal. Fue en esta condición que anunció la renuncia del presidente Jânio Quadros, en agosto de 1961.
Después de casi veinte años de trabajo en Rádio Jornal do Brasil, en Río de Janeiro, en 1983 fue invitado por TV Globo a conducir Jornal da Globo, donde permaneció hasta 1989, habiendo también presentado esporádicamente ediciones de casi todos los demás noticieros de la emisora. En 1984, ancló el mitin Diretas Já en Candelária, Río de Janeiro.
Renunció a Globo y se fue a Rede Manchete, donde presentó, junto a la periodista Leila Cordeiro, con quien estuvo casado desde 1984 hasta su muerte, el principal noticiero televisivo de la emisora, Jornal da Manchete.
En 1989, Eliakim representó a Rede Manchete en los dos debates presidenciales entre Fernando Collor de Mello y Luiz Inácio Lula da Silva, transmitidos por un grupo de estaciones este año. Fue la primera elección directa para presidente de la república, luego del golpe militar de 1964.
En 1992, invitados por Silvio Santos y el entonces director nacional de periodismo de SBT, Marcos Wilson, la pareja se mudó a São Paulo, donde inicialmente presentaron Aqui Agora y, en 1993, debido a la salida de Lillian Witte Fibe de la emisora, asumieron Jornal do SBT durante más de cuatro años.
En 1997 llegó la invitación de la cadena de televisión estadounidense CBS para presentar el primer canal internacional de noticias en lengua portuguesa, CBS Telenoticias, que tenía un telediario homónimo (CBS Telenotícias) en SBT. El proyecto duró tres años. Eliakim y Leila decidieron entonces quedarse en Estados Unidos con sus hijos. Durante tres años, presentó Câmera Record News, que transmitía documentales del programa estadounidense 60 Minutes, en CBS, una de las cadenas de radio y televisión más grandes de Estados Unidos.
En 2016, a Eliakim le diagnosticaron cáncer de páncreas y fue ingresado en un hospital en Fort Lauderdale, donde vivía, para tratar la enfermedad con quimioterapia. Sin embargo, un mes después del diagnóstico, Eliakim falleció el 17 de julio, a los 75 años, por complicaciones de la enfermedad.